# În ritmul junglei
În ritmul junglei este un desen animat de 5 minute difuzat pe Boomerang la ora 16:55 de luni până vineri și astfel serialul a avut premieră pe JimJam.
Acest serial este asemănător cu Bufnița și prietenii ei.

## Personaje
- Ant - este un muncitor, dar nu este ușor să fii o ființă foarte mică într-o lume mare. Uneori, Ant se află în situații lipicioase - dar el nu renunță, dovedind că nu aveți nevoie să fie mare pentru a avea un impact mare! dovedind că nu aveți nevoie să fie mare pentru a avea un impact mare!

- Pat - strut este absolut încântat de lumea mare largă, și râvnește nimic mai mult decât libertatea si aventura! E curajos și curajos; mereu gata să se confrunte cu o nouă provocare.
- Bee - este viclean și curios, și îi place să se distreze. El este un pic de un visător și de multe ori se ridica la rău, dar în cele din urmă, el e mereu acolo pentru roi!
- Cameleon -  este cel mai precaută și rezervată personajelor bat Jungle, dar chiar el nu poate rezista elibera și având un pic de distracție colorat la o plimbare printr-un curcubeu! Cine ar putea?
- Elefant -  este un personaj mare, cu o inimă mare. Acest gigant blând ar putea fi un pic stîngace, dar nu ar strica o muscă, și dacă el a făcut, el ar face sa mai bun pentru a face pentru el!
- Firefly - este tânăr și plin de viață, cu o imaginație mare! Uneori, însă, mare imaginația lui creează temeri mari imaginare, și Firefly trebuie să adune curajul de a face față acestor temeri, indiferent dacă acestea sunt reale sau nu!
- Pește - este fericit și Bulbuc, și mereu în căutarea de noi prieteni. Ea nu poate fi cea mai stralucitoare creatura submarin, dar ea mai mult decât face pentru el cu entuziasm, jucăuș și inima.
- Frog - este fericit si fara griji, și tinde în minte propria afacere. Din nefericire pentru el, deși, de afaceri amuzant întotdeauna pare să-l găsească, oricum!
- Giraffe - ar putea fi cea mai înaltă animal în jurul valorii, dar asta nu-l opresc de la a fi un pic de un pui! El este, în general lipsită de griji și a pierdut în propriile sale gânduri, dar de îndată ce se întâmplă ceva neașteptat, este o spirală descendentă rapid, adesea însoțită de tipand!
- Arici - este morocănos. Cea mai mică iritare îl poate transforma într-o minge mica de furie - care, pentru că el este atât de drăguț, este întotdeauna hilar.
- Crab - pustnic este un pustnic, și ar fi probabil o obsesiv-compulsive dacă crabi ar predispuse la astfel de lucruri. El este paranoic și peste partea de sus, și cu totul duios din cauza asta.
- Monkey - este un om fericit-go-norocos, întotdeauna curios și gata de utilizare inteligenta si agilitate de a depăși obstacolele. El este deosebit de energic și hotărât atunci când există bananele implicate!
- Caracatiță - este complet inofensiv, în orice mod, deși el crede că este geniu final super-villian mării albastru. Nu a claxona corn propria lui, dar Octopus crede inteligența lui este cu siguranta caracteristica cea mai atractivă!
- Struț - este o mama excelenta care este devotat cei mici. Ea ar putea obține un pic nervoși uneori, dar asta e de înțeles, mai ales că ea trebuie să păstreze un ochi pe prea aventuros Pat struț! Nu e de mirare că e atât de bun la multi-tasking - Ea a avut suficient practică!
- Caracteristică - definitorie Tortoise este, desigur, carapace. Dar este această caracteristică o binecuvântare sau un blestem, sau poate un pic din ambele? Broască-țestoasă place să exploreze mare in aer liber, iar unele dintre aventurile sale l oblige să iasă din carapace - literalmente!
- Warthog - este un pic plin de el pentru că el crede că e foarte frumos - și, probabil, are dreptate despre asta! Vanitatea lui îl ajunge în tot felul de situații stupide și înfricoșătoare, care s-ar putea (sau ar putea să nu) Învață-l un pic de smerenie ...

## Vezi si
Canale difuzate:
- Boomerang
- JimJam

Seriale similare:
- Bufnița și prietenii ei
- Patrula junglei în acțiune